# Otus sunia
Mocho-d'orelhas-oriental ou mocho-de-orelhas-oriental (Otus sunia) é uma espécie de ave estrigiforme pertencente à família Strigidae.